# Stefanie Zoche
Stefanie Zoche (* 1965 in München) ist eine deutsche Fotografin und Installatonskünstlerin.

## Leben
Stefanie Zoche studierte von 1986 bis 1987 an der École des Beaux-Arts in Perpignan und absolvierte von 1987 bis 1990 ein Kunststudium an der Middlesex University in London.
1998 schloss sie sich in München mit der bildenden Künstlerin Sabine Haubitz (1959–2014) zu einer künstlerischen Arbeitsgemeinschaft zusammen. Das Künstlerinnenduo realisierte unter dem Namen Haubitz + Zoche installative Projekte im öffentlichen Raum und serielle Fotoarbeiten, wobei sie sich besonders für Architektur und Stadtraum interessierten und sich in zahlreichen Projekten mit der Klimakrise auseinandersetzten.
Sabine Haubitz verunglückte im März 2014 tödlich. Stefanie Zoche führt das Werk in eigenem Namen weiter.
Stefanie Zoche verwendet in ihrer künstlerischen Arbeit unterschiedliche Medien – Skulptur, Installation, Video und Fotografie – um das fragile Verhältnis zwischen Mensch und Natur im Zeitalter des Anthropozäns zu befragen. Die Folgen der Klimakrise, der Meeresspiegelanstieg und der Umgang mit Ressourcen stehen dabei im Zentrum ihrer Recherchen, wobei sie sich seit einigen Jahren besonders intensiv mit der schwindenden Ressource Sand beschäftigt.

## Ausstellungen (Auswahl)

### Einzelausstellungen
- 2022: Medienkunst im Fokus III (Haubitz + Zoche), aus der Sammlung der Pinakothek der Moderne, München[3]
- 2019: Hybrid Modernism, Kaunas Photography Gallery, Litauen
- 2018: Haubitz + Zoche, Postkoloniale Erleuchtung. Kirchen und Kinos in Südindien, Reiss-Engelhorn-Museen/Zephyr - Raum für Fotografie, Mannheim[4]
- 2017/18: Sand, Kunsthaus im KunstKulturQuartier, Nürnberg[5]
- 2017: Stefanie Zoche: zwei mal zwei ist grün, Kunstverein Rosenheim[6]
- 2015: Wie Sand am Meer, ERES-Stiftung, München[7]
- 2012: Facelift, Landesgalerie Linz (Kat.)[8]
- 2010/11: Alice und Aladin oder die Logik der Attraktion, Kunstmuseum Heidenheim[9]
- 2008: Schiffbruch, Tod und Teufel, Neue Galerie im Höhmannhaus, Augsburg
- 2008: Sinai Hotels, Architekturzentrum Wien, Österreich[10]
- 2007: The lighthouse project, Kunsthallen Nikolaj, Kopenhagen, Dänemark
- 2006: Sinai Hotels, Forum 03, Fotomuseum im Stadtmuseum, München (Kat.)
- 2006: On stage, montags bei petula park, Städtische Galerie im Lenbachhaus, München (Kat.)
- 2004: Dentro lo specchio, Studio la Città, Verona, Italien (Kat.)
- 2002: Shift, Maximiliansforum, München

### Gruppenausstellungen
- 2022/23: Mix & Match (Haubitz + Zoche), aus der Sammlung der Pinakothek der Moderne, München[11]
- 2022: Le Don / Die Gabe, Dak'Art Biennale 2022 OFF, Insel Gorée, Dakar, Senegal
- 2021: The world reglitterized, 5. Biennale im Haus der Kunst, München
- 2020: Ausweitung der Marktzone, Kallmann-Museum Ismaning
- 2018: Lettre d'Afrique, Île de Gorée, off-event DakArt, Dakar Biennale, Senegal
- 2016: InterraCtions n°4, Musée les Abattoirs, FRAC Midi - Pyrénées, Frankreich
- 2013: Vertigo, Emscher Kunst, Duisburg (Kat.)
- 2012: Vertigo, Videoskulptur, Biennale Havanna, Kuba
- 2011: Utilitias interrupta, Experimenta, Lissabon
- 2010: Dreamlands, Centre Pompidou, Paris (Kat.)[12]
- 2010: Rethink Kakotopia, Kunsthallen Nikolaj, Kopenhagen, Dänemark / Tensta Konsthall Stockholm, Schweden (Kat.)
- 2008: The Yamuna Blues, 48 °C public.art.ecology, Kunst im öffentlichen Raum, Delhi, Indien
- 2007: Fokus Ägypten, Kunstverein Hildesheim (Kat.)[13]
- 2007: Scheitern, Landesmuseum Linz, Österreich (Kat.)
- 2007: vistazo, Museo Carrillo Gil, Mexiko-Stadt (Kat.)
- 2006: Gletscherdämmerung, Klimawandel und die Folgen, Eres-Stiftung, München (Kat.)
- 2005: Wasser / water, Kunsthalle der Hypo-Kulturstiftung, München (Kat.)
- 2002: Aquaria, Städt. Landesmuseum Linz, Österreich / Städtische Kunstsammlungen, Chemnitz (Kat.)

## Stipendien und Auszeichnungen
- 1995: Projektstipendium der Mathias-Pschorr-Hackerbräu-Stiftung
- 1995–97: Förderstipendium des Bayerischen Kultusministeriums (HSP II)
- 1998: Artist in Residence, Künstlerateliers Duende, Rotterdam
- 2006/2007: Deutscher Fotobuchpreis für „Sinai Hotels“
- 2010: Nomination, Prix Pictet
- 2014: Projektförderung einer Verlagspublikation vom Kunstfonds
- 2017: Architekturfotobuchpreis des DAM Deutsches Architekturmuseum
- 2019: Arbeitsstipendium der VG Bildkunst[14]

## Publikationen
- Haubitz+Zoche: Facelift, Hrsg.: Landesgalerie Linz, Österreich, Texte: Andreas Neumeister, Martin Hochleitner, Edition Fotohof, Band 164, Salzburg 2012, ISBN 978-3-902675-64-4 ISBN 978-3-902675-64-4
- Haubitz+Zoche: fliegende Bauten, Verlag für moderne Kunst Nürnberg, Nürnberg 2009, ISBN 978-3-941185-65-4
- Haubitz+Zoche: Reflections, Kunst im Bankhaus Wölbern, Herausgeber: Katrin Schumacher, Nils Fiebig, Stiftung Bankhaus Wölbern, Kehrer Verlag Heidelberg, 2009
- Haubitz+Zoche: Sinai Hotels, edition Fotohof, München 2006, ISBN 978-3-901756-64-1 (deutsch und englisch).
- Haubitz+Zoche: dentro lo specchio, Studio la Città, Verona 2004
- Haubitz+Zoche: Springer und Wasserspiegel, Verlag Walter Storms, München 2002
- Stefanie Zoche: Arbeiten im Raum, München 1999
- Stefanie Zoche: Shifting Horizons, 1999
- Stefanie Zoche: im Getriebe, München 1996.